# Heterognatha chilensis
Genre
Espèce
Synonymes
- Heterognatha margaritacea Nicolet, 1849
- Araneus collusor Petrunkevitch, 1911

Heterognatha chilensis, unique représentant du genre Heterognatha, est une espèce d'araignées aranéomorphes de la famille des Araneidae.

## Distribution
Cette espèce est endémique du Chili.

## Étymologie
Son nom d'espèce, composé de chil[e] et du suffixe latin -ensis, « qui vit dans, qui habite », lui a été donné en référence au lieu de sa découverte, le Chili.

## Publication originale
- Nicolet, 1849 : Aracnidos. Historia física y política de Chile. Zoología, vol. 3, p. 319-543.